# 伊吹號航空母艦
伊吹號航空母艦（日语：／ Ibuki）原本是日本帝國海軍興建的改鈴谷級重巡洋艦其中一艘，但是因為戰爭局勢需求而改裝成航空母艦，到日本投降前都未能完工，戰後遭到拆毀。本艦因為尚未完工服役，艦名為暫定名稱，候补艦名尚有「鞍馬」（日语：／ Kurama）這個名字。

## 興建沿革
日本帝國海軍為了保持在水面艦上的火力打擊優勢，在戰爭爆發前的1940年通過緊急軍艦補充計劃，增建2艘重巡洋艦；當時最新式重巡洋艦為利根級重巡洋艦，但是日本海軍在測試後認為將主炮集中前置的設計並沒有顯著優勢，故補充計畫的設計稿援引最上級後兩艘，也就是一部分研究者認定的鈴谷級為藍圖。新型重巡主要更改處是將魚雷管更換為4連裝構型、並且修改第四砲塔附近的設計。2艘重巡稱為「第300號艦」與「第301號艦」；分別在1942年4月24日（吳海軍工廠）、1942年6月1日（三菱重工長崎造船廠）動工。2艘艦艇才剛開工不久，1942年6月5日帝國海軍便在中途島海戰大敗；因為這場決定性的敗仗，讓海軍自己檢討當前的造艦計畫，決定中止航艦以外大部分的大型軍艦造艦案，於是才剛開工沒幾天的301號艦便取消建造，300號艦雖然在6月30日時曾因高層檢討而短暫停工，但短暫的停止1個月後又復工續建。
在中途島戰役後，日本帝國海軍雖然對航艦需求孔急，但還沒有動主意到改裝重巡洋艦上；不過300號艦在興建時已經取消了水上飛機搭載能力，並且打算改裝與島風號驅逐艦相同的5連裝魚雷發射管強化水面戰火力，300號艦在1943年4月定名伊吹，且登錄為一等巡洋艦，5月21日下水；但下水後1943年7月海軍高層決定停工，於是伊吹號便沒有進一步施工，而是把她閒置在吳海軍工廠的魚雷實驗部海域。
停工中的伊吹號，主機系統只裝設了一半，艦內還有許多可用容積；因此海軍曾一度想把她改裝成高速油輪、水上飛機母艦、高速運輸艦等案子。拯救伊吹號命運的，卻是美國人；日本海軍自情報管道得知美國海軍利用與伊吹號相近噸位的克里夫蘭級輕巡洋艦艦體改裝出獨立級航空母艦；受到美國人的影響，日本帝國海軍在1943年8月決定把伊吹號改造成航空母艦。
1943年12月19日，尚未完工的伊吹號由迅鯨號潛水艇母艦拖曳至佐世保海軍工廠進行改裝工程，12月21日抵達，原本預定1944年完工；然而伊吹號下水時已經將一部分主砲塔完工，拆除既有結構花費時間超乎預期，同時佐世保海軍工廠也在趕工維修戰損艦，因此又延宕改裝進度，原本佐世保工廠預定在1945年3月將可完工。然而1944年菲律賓海海戰、雷伊泰灣海戰接連大敗，信濃號航空母艦被擊沉後；佐世保工廠卻又和海軍高層承認要到8月才能完工，帝國海軍也曉得繼續浪費資源在興建航艦毫無意義；伊吹號的改裝工程在1945年3月16日，便在完成80%的狀態下停工，1945年4月2日撤銷艤装工程組，並將伊吹號放置在佐世保港內的惠比壽灣直到日本投降，戰後美軍接收了這艘半成品軍艦，在1946年11月22日年拖入佐世保第七船塢內拆解，1947年8月1日解體完畢。

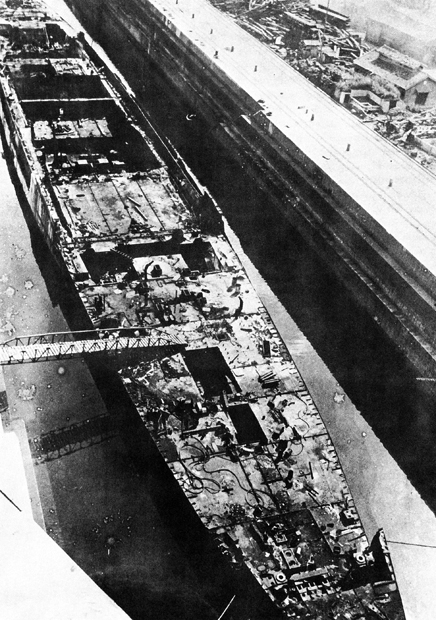
被拆毀的伊吹號

## 設計
艦體設計、船體防禦
由於是建造中途才臨時決定改裝，伊吹號的艦體設計與最上級大致相同，使用雙重底船殼，但主船殼側面的反魚雷隔艙因應改造空母工程將帶來艦體重心上移的現象，為此水下隔艙尺寸加大增加額外浮力；改造設計中，原本規劃將艦橋比照等同其她輕型航艦，將艦橋安置於飛行甲板下方，但因空間不足放棄該方案，採用重心偏高的島式艦橋。
同時，受惠於重巡洋艦艦體架構，伊吹號的船體水平防禦比大部分的日本航艦要完整。除了有完整從雙層底下部船殼接續的水線裝甲帶、艦體中央裝有日系艦砲戰艦特有的縱向水密裝甲，彈藥庫區段水平裝甲厚度可達140公厘，主機艙與彈藥庫上方防護穹甲厚度則是35-40公厘；雖然對俯衝轟炸毫無效果，但是不至如雲龍級等戰時量產型航艦幾乎毫無防護能力。
動力系統
在重巡洋艦原始設計時，伊吹號將比照鈴谷號標準，配置8座重油高壓鍋爐、4台蒸氣渦輪主機，動力系統輸出152,000匹軸馬力；帶動4具直徑3.9公尺的四葉螺旋槳，時速將可達35節。但1943年停工後，伊吹號與未動工卻已下訂艦艇零件的301號艦尚沒裝艦的主機和鍋爐被轉用供建造雲龍級航空母艦應急，因此本艦只保留了裝艦的半套動力裝置，極速表現以同樣使用半套重巡洋艦動力的龍驤號航空母艦運作經驗，大致上仍能輸出29節極速；巡航部分仍可保持18節的經濟航速。
而沒安裝動力系統的空艙間，便在改造航艦時挪用給艦載機油庫、彈藥庫、燃料槽等增設的航空設備用。鍋爐間改容納艦艇航行用重油油槽，艦載機用航空汽油庫由後蒸氣渦輪機艙改裝，可搭載133公噸空用汽油，艦用燃料槽則增加到3,060噸搭載，因此伊吹號的續航力得到改善。
航空設備
伊吹號因為使用了重巡洋艦艦體改造，得以配備同噸位量級改造航艦中較長的飛行甲板，但是遷就既有船殼架構的機庫就十分侷促；本艦只設置了單層機庫，且缺乏魚雷機裝彈專用的調度空間。升降機則設置2座，尺寸同樣為長13公尺、寬11.6公尺。
伊吹號計劃搭載30架艦載機，包括15架烈風戰鬥機、15架流星艦上攻擊機，沒有補充機編制；但因改裝工程以速成為優先考量，伊吹號只設計了單層機庫，機庫裝不下那麼多飛機。最後決定削減為15架烈風、12架流星，流星機隊儲放在機庫，烈風機隊除了4架放在機庫，剩下11架均置於甲板。日本海軍還希望伊吹號上裝載彩雲艦上偵察機，但彩雲沒設計摺疊機翼，不太可能放在機庫內，因此計劃上艦時一樣採露天配置。
由於伊吹號改裝並不徹底，最大的問題在本艦沒有足夠的空間改裝出彈藥庫；因此她只保留與商船改裝航母同級的重型炸彈與魚雷儲存能力，取消了60公斤級炸彈的彈藥庫。
防御火力
伊吹號改裝初案僅計畫裝設25公厘防空機砲，但是艦政本部判斷這樣子對空火力不夠，因此決定加裝與阿賀野級輕巡洋艦同款的雙連裝九八式8公分高射炮；不用標準的127公厘高射炮原因在艦體復原性不足，考量後決定用中口徑防炮折衷。伊吹號記取了千歲級航空母艦改良經驗，雖然大口徑防空炮只安裝在艦艏，但安設的角度足以讓兩座防炮構組交叉火網。近距離防空伊吹號增裝了16座三連裝25公厘防空機炮（左右舷各8座）、4座28連裝120公厘火箭發射器（左右舷各2座）；但是這些武裝因停工因素都沒有裝艦，但武裝底座均已完工。除了防空武裝，伊吹號的艦艉有計畫裝設兩具深水炸彈施放軌，將配置30發深水炸彈，詳細細節因未完工因此並不明確。

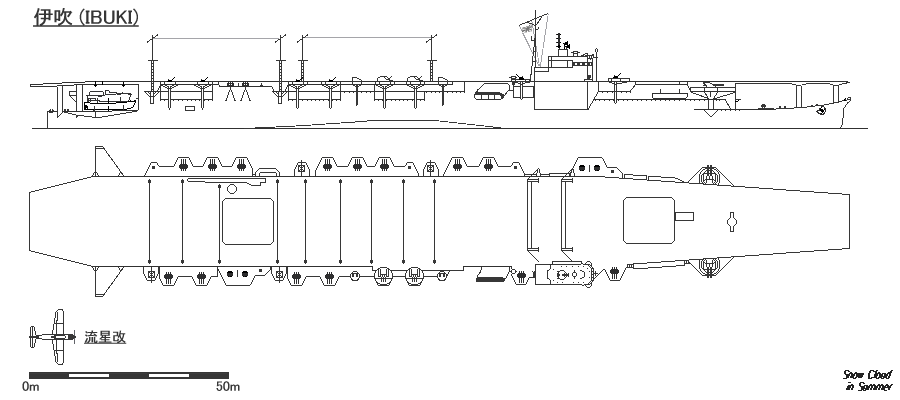
伊吹號完成想像圖

## 註解
1. ↑  #日本空母物語293頁『第13図　航空母艦　伊吹』
2. 1 2  #主要々目及特徴一覧表p.11、#海軍造船技術概要p.1601、『摘要(特徴)|鈴谷型巡ヨリ改造ノ中型空母。飛行甲板 同長空母ニ比シ長ク(205m)　塔型艦橋ヲ有ス。機銃ノ反対舷射撃水平ヨリ7°マデ可能。工事簡易化ノタメ　1.格納庫一段　2.魚雷調整所ナシ　3.爆弾軽質油搭載量ヲ制限　4.最上甲板ハ縦業式構造　5.飛行甲板格納庫壁ハ溶接ブロック式トス　6.構造簡易化ニヨリ-9000工数　艤装簡易化ニヨリ-44000工数』
3. ↑  片桐大自『聯合艦隊軍艦銘銘伝』（光人社、1993年） ISBN 4-7698-0386-9、p78。 遠藤昭による
4. 1 2 3  #日本空母物語291-292頁
5. ↑  #内令昭和18年4月(3)p.30『内令第六百六十四號　艦艇類別等級別表中左ノ通改正ス｜昭和十八年四月五日海軍大臣嶋田繁太郎|軍艦、巡洋艦一等青葉型ノ項ノ次ニ左ノ一項ヲ加フ　|　　|伊吹|　(以下略)』
6. 1 2 3 4 5 6 7 8  #日本空母物語292-294頁「(2)空母への改造」』
7. ↑  #米超弩級戦艦進水p.1『米海軍省発表=米海軍でも今日までには一隻もなかった超弩級戦艦一隻が米東岸の海軍造船所で今週進水する予定である。(中略)又元来巡洋艦として建造中として建造中であった航空母艦一隻が東岸の某造船所で進水した』
8. ↑  #米国内○軍事問題p.1『六.軍事問題◎巡洋艦、商船ヲ航母ニ改造(サクラメント・三月十日二十三時十五分)・・軍事消息通ハ今年末頃マデ米国ハ恐ラク世界最強ノ海軍航空隊ヲ有スルコトニナラウト観テヰル、巡洋艦ヲ改造シタ航空母艦九隻ガ近ク就役スルガ外に商船ヲ輸送船団用空母トシテ多数改装中デアルト・・』
9. ↑  昭和20年4月11日付 秘海軍公報 第4981号。アジア歴史資料センター レファレンスコード C12070504500 で閲覧可能。
10. 1 2 3  『丸』2012年10月号
11. ↑  #昭和造船史第1巻pp.546-547、第3図「航空母艦 伊吹 一般配置図 技術会議資料」。
12. ↑  世界の艦船増刊「日本航空母艦史」 p.104ほか、各誌掲載の昭和21年10月22日などに撮影された資料写真による。